# Holdfoltos pohók
A holdfoltos pohók (Cosmotriche lobulina) a szövőlepkefélék családjába tartozó, Eurázsiában honos, fenyvesekben élő lepkefaj.

## Megjelenése
A holdfoltos pohók szárnyfesztávolsága 3,5-4,5 cm. Feje és tora barna, lilásbarna, feketésbarna vagy sötétbarna, sárgásszürkén behintett. Potroha sárgásbarna, barna vagy szürkésbarna. Az elülső szárny különböző árnyalatú barna színű, gyakran sötétbarna, lilás fénnyel. Két harántsáv húzódik keresztül rajta, amelyeket sárgás árnyék kísér; a köztük levő terület sötétebb. A szárny közepén háromszög alakú fehér folt látható. A hátulsó szárny valamivel világosabb az elülsőnél, szegélye kissé sötétebb mint a közepe. A fonák világosabb vagy sötétebb szürkésbarna, egy-egy barnásszürke harántsávval. A rojt fehér-barnásszürke, illetve fehér-sárgásbarnán csíkozott. A nőstény szárnyai valamivel nyújtottabbak, a harántsávok elmosódottak.
Változékonysága nem számottevő.
Petéi tojásdadok, halvány kékesszürkék, alul és felül egy-egy folttal.  
Hernyója kékesfekete, hátán két sornyi sárga folttal, amelyek fekete trapéz alakú foltokat fognak közre. Hátán fekete szőrcsomók találhatók, oldalain sárgás ferde sávok és hosszú selymes szőrzet. 

### Hasonló fajok
Magyarországon nem él másik, hasonló faj. 

## Elterjedése
Eurázsiában honos, Közép-és Észak-Európában, valamint kelet felé egészen Kelet-Ázsiáig. Magyarországon valószínűleg nem él, egyetlen kóbor példányt találtak csak a Börzsönyben. 

## Életmódja
Fenyvesekben él, Közép-Európában főleg az Alpok és a Kárpátok hegyvidékein. 
Évente két nemzedéke nő fel, imágóit május-júniusban, illetve július-augusztusban lehet látni. A nőstény a tápnövény hajtásaira rakja petéit. A hernyó luc, erdeifenyő vagy jegenyefenyő leveleivel, fiatal hajtásaival táplálkozik. Hernyóként telel át, majd ágak között vagy kéregrepedésekben szürkés szövedékben bebábozódik. 
Magyarországon nem védett. 

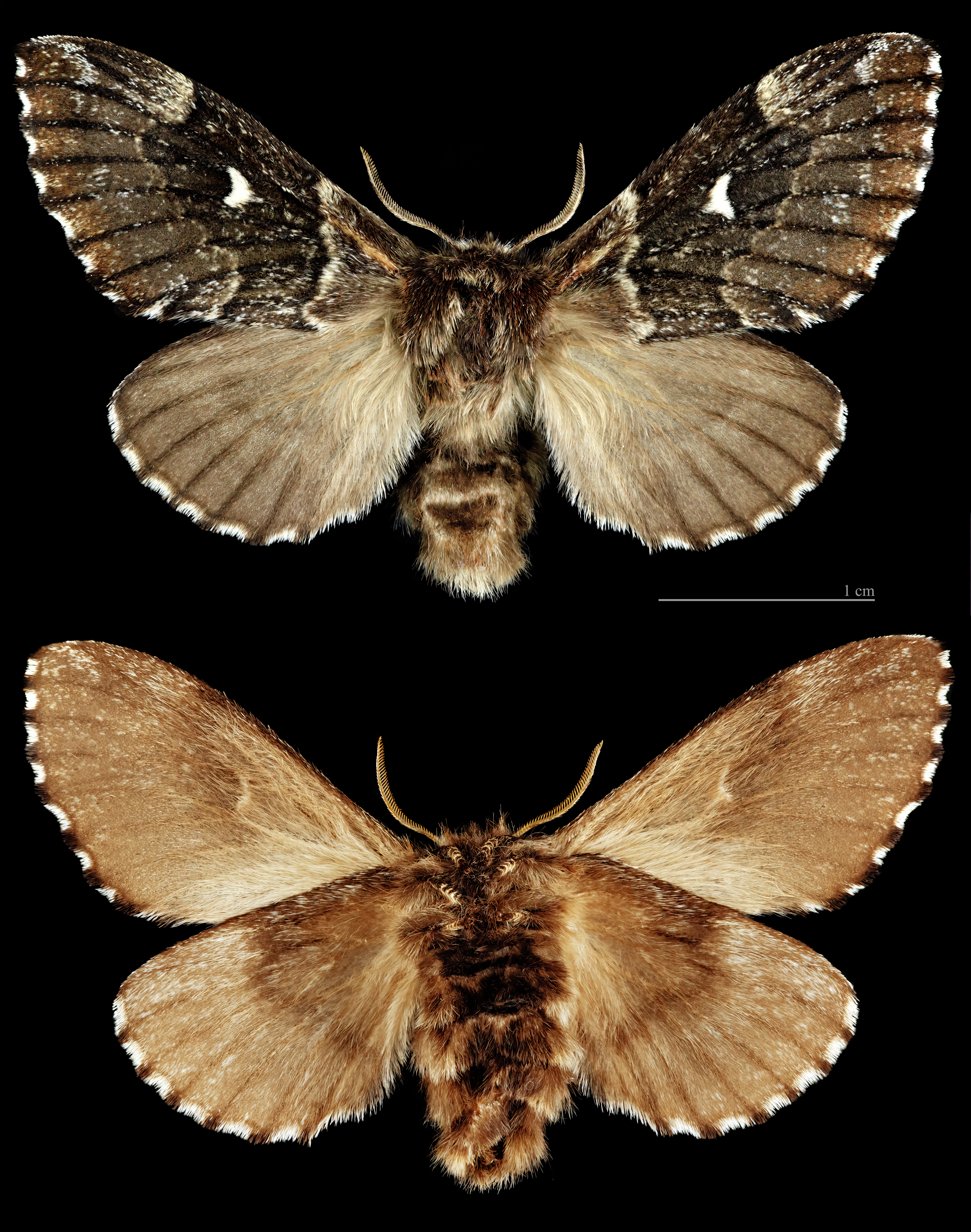
Hím
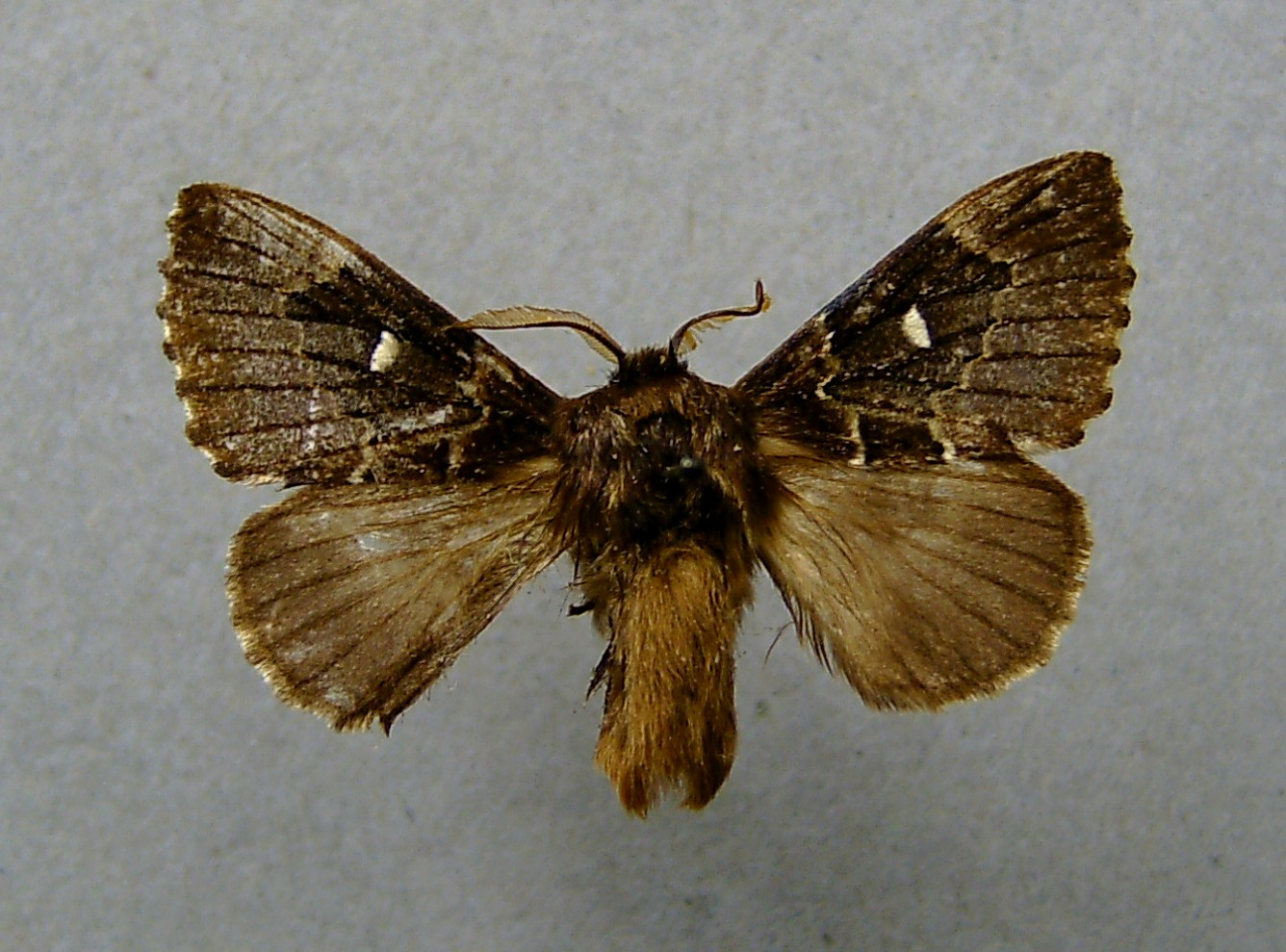
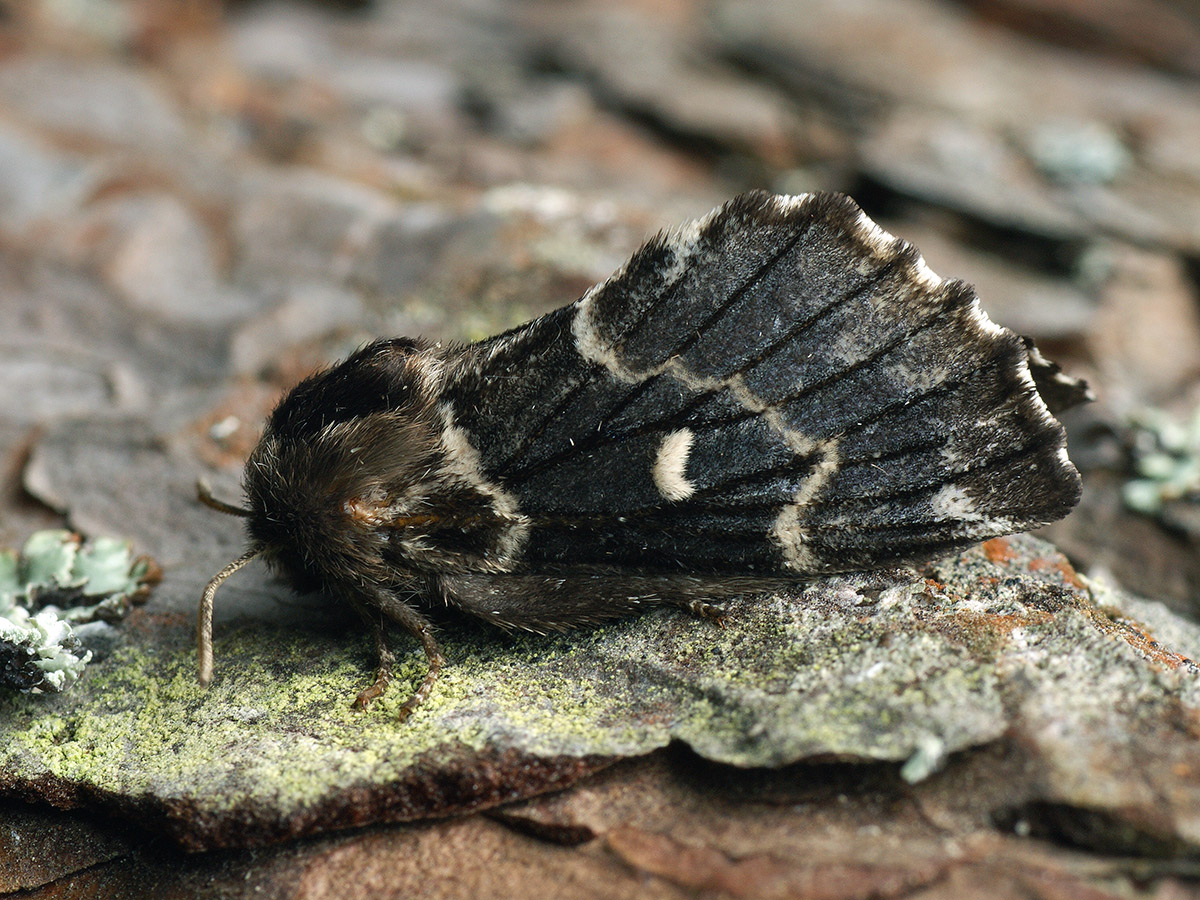
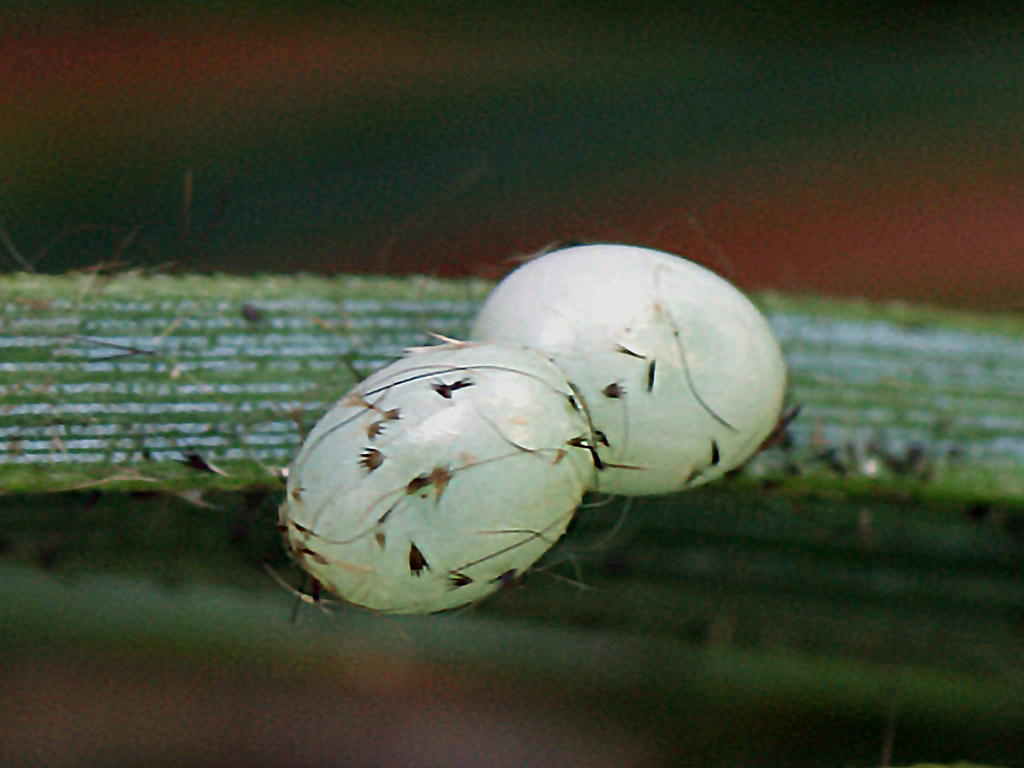